# 京都フットボールリーグ
京都フットボールリーグ（きょうとフットボールリーグ）は、全国の各都道府県にあるサッカーの都道府県リーグのひとつ。京都府のクラブチームが参加するリーグである。

## 概要・レギュレーション
京都フットボールリーグは4部構成である。
- 1部（8チーム）
  - 2回戦総当たり
  - 決勝ラウンド（後述）は開催しない
- 2部（8チーム×3ブロック=24チーム）
  - 1回戦総当たり
- 3部（8チーム×6ブロック=48チーム）
  - 1回戦総当たり
- 4部（8～9チーム×7ブロック=57チーム）
  - 8チームのブロックは1回戦総当たり。9チームのブロックは7試合制

1部・2部は40分ハーフ（ハーフタイム10分）、3部・4部は30分ハーフ（ハーフタイム5分）で行う。

### 昇格・降格に関して
- 1部上位4チームによるリーグ戦（1部リーグ決勝ラウンド）を行う。上位2チームは関西府県リーグ決勝大会の出場権を得る。同大会で優勝すると関西サッカーリーグ2部に昇格。準優勝すると関西2部7位チームとの入替戦に進出。
  - アドバンテージとしてリーグ1位には勝ち点3、リーグ2位には勝ち点2、リーグ3位には勝ち点1が与えられる。
  - プレーオフは「完全決着方式」を採用しており、引き分けの場合はPK戦を行い、勝者に勝ち点2、敗者に勝ち点1が与えられる。
  - なお、日程の都合により開催されない年もある[3]。その場合は1部上位2チームが関西府県サッカーリーグ決勝大会の出場権を得る。

- 1部7位・8位は2部に自動降格。
- 2部各ブロック1位チームによるリーグ戦（京都トップリーグチャレンジマッチ）を行い、1位・2位は1部に自動昇格。3位は1部6位との入替戦を行う。
- 2部各ブロック7位・8位は3部に自動降格。3部各ブロック1位は2部に自動昇格。
  - 上位リーグからの降格等により2部所属チーム数が24を超える場合、各ブロック6位のうち成績下位のチームから順に3部へ降格。
- 3部各ブロック7位・8位は4部に自動降格。4部各ブロック1位は3部に自動昇格。

チーム数の増減等で上記の通りに当てはまらない場合は、運営委員会で決定する。

## 参加チーム（2025年度）

### 1部
- マッチャモーレ京都山城
- 三菱自動車京都サッカー部
- 京都伏見蹴友会
- Donjuan
- 京都市消防局
- 久御山FC
- FC京都橘
- SFIDA FC

### 2部
| Aブロック - 京都府警サッカー部 - 京都府立大学サッカー部 - 三ツ葉キッカーズA - 京大OB - F.C.リベロス - FCコリエンテ - FC Bosque - 京都大学BOMBERS | Bブロック - 桂向FC - ダスキンフクエ - オチョモンテF.C. - Amaze京都 - 東舞鶴クラブ - 久御山ユナイテッド - venus ef - URANO.S KYOTO 2nd | Cブロック - URANO.S KYOTO - 玉露ユナイテッドFC京都田辺 - SKブリンク - ジョイフルFC京都バッカーズ - FCエスペルト - デポルターレ城陽SC - FCアニース京都 - NUMERO CATORZE |

## 歴代成績

### 1部
| 回 | 年度 | 優勝                   | 2位               | 3位            | 4位               | 5位                        | 6位              | 7位              | 8位                        | 9位                        | 10位                       | 11位                 | 12位       |
| -- | ---- | ---------------------- | ----------------- | -------------- | ----------------- | -------------------------- | ---------------- | ---------------- | -------------------------- | -------------------------- | -------------------------- | -------------------- | ---------- |
| 36 | 2001 | 京都伏見蹴友会         | AS.Laranja Kyoto  | 京都府警       | 日本写真印刷      | 桂向FC                     | 三菱自動車京都   | 久御山FC         | 長岡京クラブ               | FCマキシマ                 | 北野FC                     | 青城クラブA          | 松下       |
| 37 | 2002 | AS.Laranja Kyoto       | 京都伏見蹴友会    | 京都府警       | 久御山FC          | 桂向FC                     | 三菱自動車京都   | 日本写真印刷     | ヴォルケイノ               | 長岡京クラブ               | 綾部FC                     | 京都朝鮮蹴球団       | FCマキシマ |
| 38 | 2003 | 京都伏見蹴友会         | 京都府警          | 桂向FC         | 久御山FC          | 藤森クラブ                 | 日本写真印刷     | 長岡京クラブ     | ヴォルケイノ               | 三菱自動車京都             | 三ツ葉キッカーズA          | アルガローバ         |            |
| 39 | 2004 | 佐川印刷京都SC         | 日本写真印刷      | 久御山FC       | 京都伏見蹴友会    | 藤森クラブ                 | 長岡京クラブ     | ヴォルケイノ     | 京都府警                   | 桂向FC                     | 京都朝鮮蹴球団             | 三室戸FC             | FCマキシマ |
| 40 | 2005 | 京都伏見蹴友会         | 久御山FC          | 長岡京クラブ   | 桂向FC            | 日本写真印刷               | 京都府警         | 綾部FC           | ヴォルケイノ               | FCクラックス               | 藤森クラブ                 | オールナイトニッポン |            |
| 41 | 2006 | 久御山FC               | 京都伏見蹴友会    | 長岡京クラブ   | 京都府警          | FCマキシマ                 | 日本写真印刷     | FCクラックス     | ヴォルケイノ               | 桂向FC                     | 三菱自動車京都             | 綾部FC               |            |
| 42 | 2007 | 日本写真印刷           | 久御山FC          | 龍谷キッカーズ | 京都府警          | 京都伏見蹴友会             | FCクラックス     | FCマキシマ       | 桂向FC                     | 長岡京クラブ               | 東舞鶴クラブ               | ヴォルケイノ         |            |
| 43 | 2008 | 桂向FC                 | 三菱自動車京都    | 久御山FC       | 京都伏見蹴友会    | FCクラックス               | 日本写真印刷     | FCマキシマ       | 長岡京クラブ               | 京都府警                   | 龍谷キッカーズ             | シヴァFC             |            |
| 44 | 2009 | 京都伏見蹴友会         | 三菱自動車京都    | 久御山FC       | 三ツ葉キッカーズA | FCクラックス               | FCバッカーズ2002 | FCマキシマ       | 桂向FC                     | 長岡京クラブ               | 日本写真印刷               | 京都府警             |            |
| 45 | 2010 | 京都伏見蹴友会         | FCマキシマ        | 三菱自動車京都 | 久御山FC          | アミティエSC               | FCクラックス     | FCバッカーズ2002 | 桂向FC                     | 高槻FC                     | 長岡京クラブ               | 三ツ葉キッカーズA    |            |
| 46 | 2011 | 京都伏見蹴友会         | FCマキシマ        | 三菱自動車京都 | 久御山FC          | FCバッカーズ2002           | 京都府警         | 青城クラブA      | 桂向FC                     | 高槻FC                     | アミティエSC京都           | FCクラックス         |            |
| 47 | 2012 | 京都伏見蹴友会         | 三菱自動車京都    | 久御山FC       | FCマキシマ        | 京都府警                   | 龍谷キッカーズCS | FCバッカーズ2002 | 三ツ葉キッカーズA          | 桂向FC                     | 神遊・京都KAWANO S.C.      | 青城クラブA          |            |
| 48 | 2013 | 京都府警               | 京都伏見蹴友会    | 三菱自動車京都 | 長岡京クラブ      | 久御山FC                   | FCマキシマ       | 桂向FC           | FCバッカーズ2002           | FCエスペルト               | 三ツ葉キッカーズA          | 龍谷キッカーズCS     |            |
| 49 | 2014 | 京都伏見蹴友会         | 桂向FC            | FCクラックス   | 長岡京クラブ      | 高槻FC                     | FCバッカーズ2002 | 久御山FC         | アールクラブ               | 京都府警                   | FCマキシマ                 | 三菱自動車京都       |            |
| 50 | 2015 | 久御山FC               | 京都伏見蹴友会    | 高槻FC         | FCバッカーズ2002  | 京大理工                   | アールクラブ     | FCクラックス     | 長岡京クラブ               | 桂向FC                     | 龍谷キッカーズCS           | ユーエフシー         |            |
| 51 | 2016 | 京都伏見蹴友会         | 京都府警          | 高槻FC         | 久御山FC          | 三菱自動車京都             | 京大理工         | 長岡京クラブ     | FCバッカーズ2002           | 桂向FC                     | FCクラックス               | アールクラブ         |            |
| 52 | 2017 | 京都市消防局           | 久御山FC          | 京都府警       | 三菱自動車京都    | 京都伏見蹴友会             | 高槻FC           | Donjuan          | FCバッカーズ2002           | 長岡京クラブ               | 京大理工                   | 桂向FC               |            |
| 53 | 2018 | 久御山FC               | 京都府警          | 京都伏見蹴友会 | 京都市消防局      | 高槻FC                     | Donjuan          | 三菱自動車京都   | 長岡京クラブ               | FCバッカーズ2002           | 京都府立大学               | FCコリエンテ         |            |
| 54 | 2019 | 京都伏見蹴友会         | 三ツ葉キッカーズA | 京都府警       | 京都市消防局      | Donjuan                    | 長岡京クラブ     | 久御山FC         | 三菱自動車京都             | ジョイフルFC京都バッカーズ | FCクラックス               | 高槻FC               |            |
| 55 | 2020 | 京都府警               | 京都伏見蹴友会    | 長岡京クラブ   | 三ツ葉キッカーズA | 久御山FC                   | 三菱自動車京都   | 京都府立大学     | ジョイフルFC京都バッカーズ | Donjuan                    | アールクラブ               |                      |            |
| 56 | 2021 | 京都伏見蹴友会         | 京都府警          | アールクラブ   | 三ツ葉キッカーズA | ジョイフルFC京都バッカーズ | 長岡京クラブ     | Donjuan          | 久御山FC                   | 三菱自動車京都             | 京都府立大学               |                      |            |
| 57 | 2022 | 京都伏見蹴友会         | アールクラブ      | Donjuan        | 京都市消防局      | 桂向FC                     | 京都府警         | 久御山FC         | URANO.S KYOTO              | ジョイフルFC京都バッカーズ | 京大OB                     | 三ツ葉キッカーズA    |            |
| 58 | 2023 | 京都府警               | 久御山FC          | 京都伏見蹴友会 | URANO.S KYOTO     | 三菱自動車京都             | 桂向FC           | Donjuan          | 京都市消防局               | アールクラブ               | ジョイフルFC京都バッカーズ | オチョモンテFC       |            |
| 59 | 2024 | マッチャモーレ京都山城 | 京都伏見蹴友会    | Donjuan        | 三菱自動車京都    | 京都市消防局               | 久御山FC         | 京都府警         | 桂向FC                     | URANO.S KYOTO              | ダスキンフクエ             |                      |            |

| 昇 格 |
| 降 格 |